# 태풍 안젤라 (1995년)
태풍 안젤라 (Typhoon Angela)는 1995년에 북서태평양에서 발생한 제20호 태풍이다. 필리핀에 심각한 피해를 남겼다.

## 같이 보기
- 1995년 태풍